# گاه‌شمار تاریخ ایران از ظهور طاهریان تا سقوط خوارزمشاهیان
گاه‌شمار از سال ۸۲۰ میلادی یعنی ظهور طاهریان تا سال ۱۲۲۰ میلادی که نخستین حمله مغول‌ها به ایران و باژگونی خوارزمشاهیان توسط چنگیزخان است را در بر می‌گیرد.
عباسیان (۱۲۵۸→ ۷۵۰)
طاهریان (۸۷۳ → ۸۲۰)
صفاریان (۱۰۰۳ → ۸۶۱)
سامانیان (۹۹۹ → ۸۱۹)
آل‌زیار (۱۰۹۰ → ۹۲۷)
آل‌بویه (۱۰۶۲ → ۹۳۵)
آل کاکویه (۱۱۴۰ → ۱۰۰۷)
غزنویان (۱۱۸۶ → ۹۷۷)
سلجوقیان (۱۱۹۴ → ۱۰۳۷)
خوارزمشاهیان (۱۲۳۱ → ۱۰۷۱)
اتابکان آذربایجان (۱۲۲۵ → ۱۱۳۶)
غوریان (۱۲۲۵ → ۱۱۴۸)
نخستین حمله مغول (۱۲۲۰↓)
چوپانیان (۱۳۵۷→ ۱۳۳۸)

## سالشمار
- ۸۲۰ انتصاب طاهر بن حسین به عنوان حاکم خراسان. بنیانگذاری دودمان طاهریان.
- ۸۳۳ مرگ مأمون.
- ۸۴۰ سیبویه دانشمند ایرانی؛ نخستین کتاب دستور زبان عربی را نوشت.

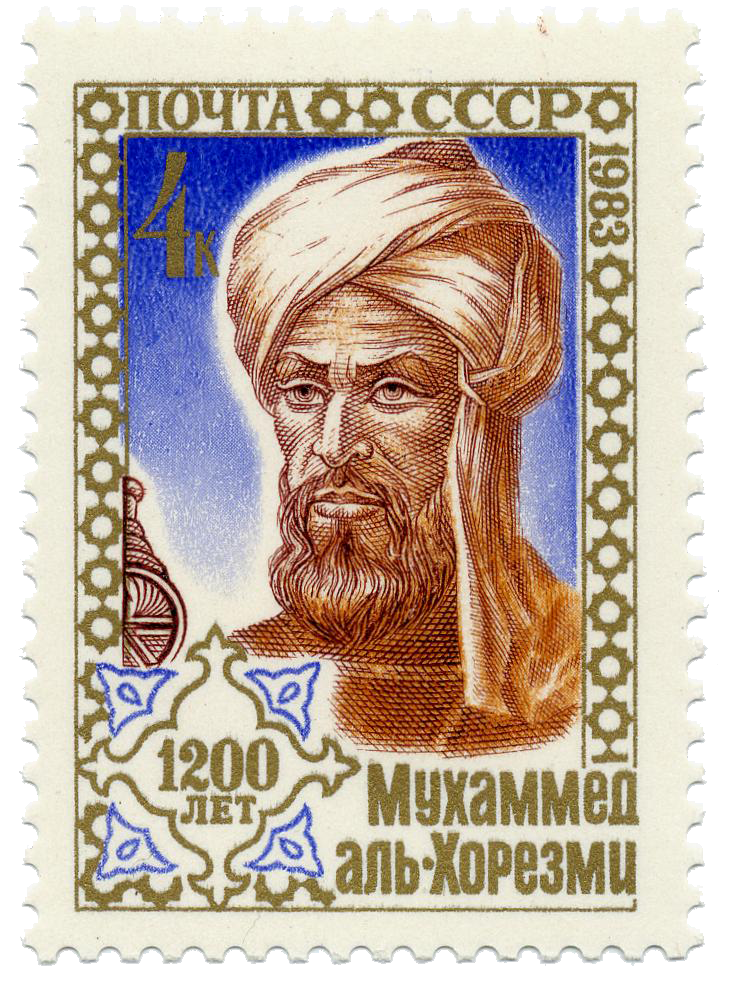
تصویر ۱: خوارزمی

- ۸۵۰ مرگ محمد خوارزمی (تصویر ۱: چهره بر روی تمبر روسی) ریاضی‌دان ایرانی. عبارت الگوریتم در ریاضی از نام او گرفته شده‌است.
- ۸۷۲ سقوط طاهریان به وسیله یعقوب لیث صفار مؤسس دودمان صفاریان. او خراسان، کرمان و فارس را تصرف کرد.
- حدود ۸۷۲ بنا بر نویسنده ناشناس تاریخ سیستان، نخستین قصیده فارسی توسط محمد پسر وصیف سجزی در ستایش یعقوب لیث سروده شد.
- ۸۷۸ آغاز غیبت کبری. بنا بر منابع شیعی، محمد المهدی (حجت بن الحسن) دوازدهمین و آخرین امام شیعیان غایب گردید.
- ۸۷۹ طی نبردی یعقوب لیث صفاری از خلیفه عباسی معتمد شکست می‌خورد و به فارس عقب‌نشینی می‌کند و در همانجا می‌میرد. عمرو لیث صفاری پس از او به تاج و تخت صفاریان می‌رسد.
- ۸۸۰ ساخت بنای مسجد تاریخانه در دامغان. این بنا قدیمی‌ترین بنای موجود و ویران نشده دوره اسلامی در ایران است.

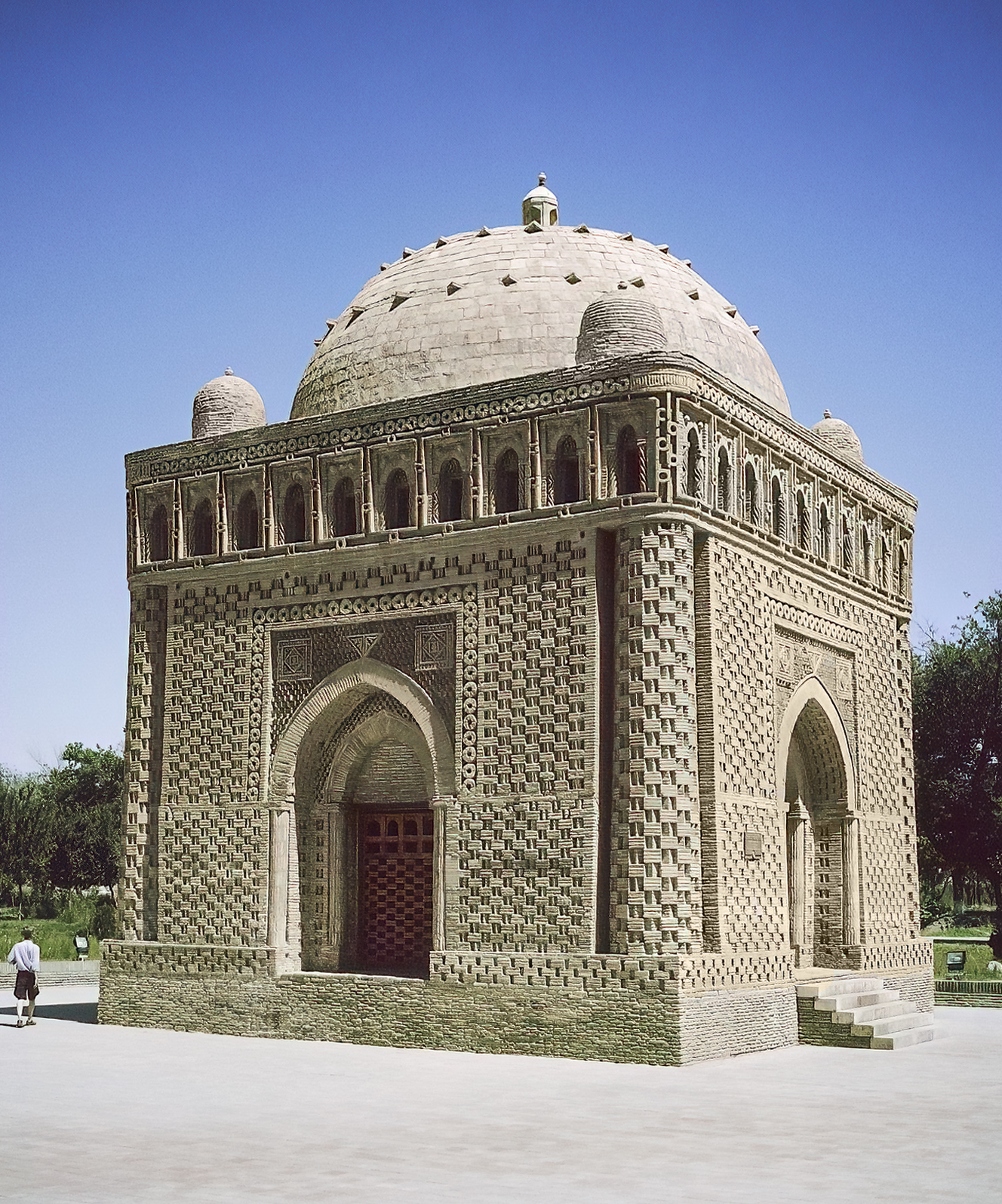
تصویر ۲: آرامگاه امیر اسماعیل سامانی

- ۹۰۳ تسخیر خراسان توسط امیر اسماعیل سامانی (تصویر ۲: آرامگاه) و عقب راندن صفاریان. اوج گرفتن قدرت سامانیان.
- ۹۱۱ تصرف سیستان به وسیله لشکر سامانی.
- ۹۱۴ تاجگذاری نصر دوم سامانی.
- ۹۲۳ درگذشت محمد بن جریر طبری.
- ۹۲۵ درگذشت ابوبکر محمد رازی پزشک، فیلسوف و شیمی‌دان ایرانی.

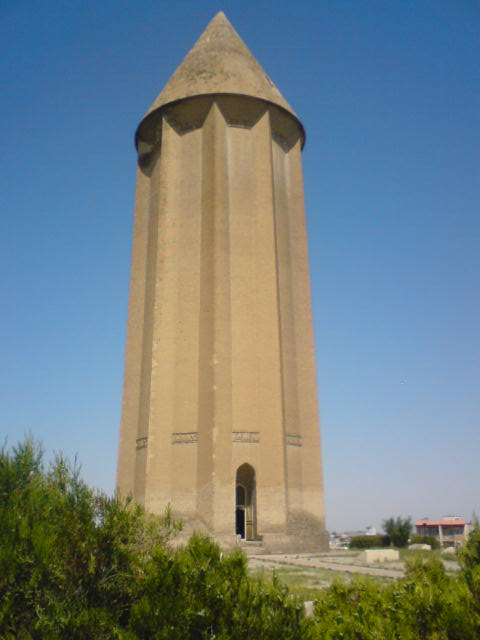
تصویر ۳: گنبد کاووس (آرامگاه قابوس بن وشمگیر) متعلق به دوران آل‌زیار

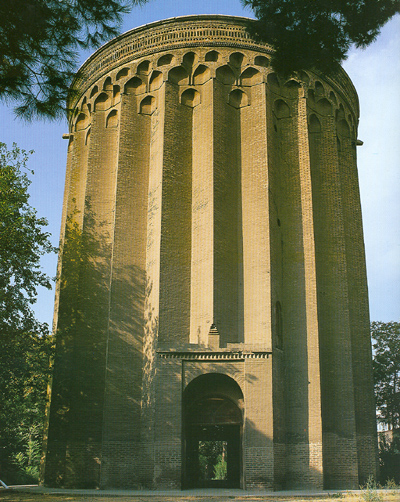
تصویر ۴:برج طغرل، آرامگاه طغرل بیک

- ۹۲۷ به قدرت رسیدن مرداویج و تأسیس حکومت آل زیار در طبرستان و گرگان. (۹۲۷ تا ۱۰۹۰ میلادی)
- ۹۳۵ قتل مرداویج توسط بردگان ترک که نشانه‌ای برای سقوط آل زیار محسوب می‌شد. آل زیار تا اواخر سده ۱۱ میلادی بر سرزمین‌های حواشی دریای خزر حکومت کردند.
- ۹۳۵ پایه‌گذاری دودمان آل بویه پس از قتل مرداویج، توسط برادران معزالدوله دیلمی (احمد)، رکن‌الدوله دیلمی (حسن) و عمادالدوله دیلمی (علی) در نواحی مرکزی، غربی و جنوبی ایران.
- ۹۴۰ درگذشت رودکی پدر شعر فارسی.
- ۹۴۵ ورود معزالدوله دیلمی به بغداد (مرکز خلافت عباسیان) و آغاز ۱۱۰ سال تسلط و کنترل بر خلفای عباسی.
- ۹۴۹ مرگ عمادالدوله دیلمی (علی).
- ۹۵۰ آغاز سلطنت عضدالدوله دیلمی از خاندان آل بویه.
- ۹۵۰ درگذشت فارابی فیلسوف مسلمان و نامدار ایرانی.
- ۹۵۶ درگذشت علی بن حسین مسعودی مورخ، جغرافی‌دان و جهانگرد عرب و صاحب آثار مروج‌الذهب و معادن‌الجوهر و التنبیه و الاشراف که اطلاعات بسیاری دربارهٔ تاریخ ایران ارائه می‌دهند.
- ۹۶۷ درگذشت معزالدوله دیلمی (احمد) از خاندان آل بویه.
- ۹۷۶ تاجگذاری قابوس بن وشمگیر از دودمان آل‌زیار. (تصویر ۳: آرامگاه)
- ۹۷۷ مرگ رکن‌الدوله دیلمی (حسن) از خاندان آل بویه.
- ۹۷۷ بنیان‌گزاری دودمان غزنوی توسط سبکتگین که پیش از این یک برده بود.
- ۹۸۰ قتل دقیقی شاعر ایرانی. او به خاطر خلق اثر شاهنامه دقیقی شهرت پیدا کرده‌است. دقیقی به دلیل ارادت به زرتشت اشعار خود را از ظهور این پیامبر ایرانی سروده است. او قصد داشت اشعار معروف ۱۰۰۰ بیتی خود را با شاهنامه فردوسی ادغام کند.
- ۹۹۹ باژگونی دودمان سامانی توسط محمود غزنوی.

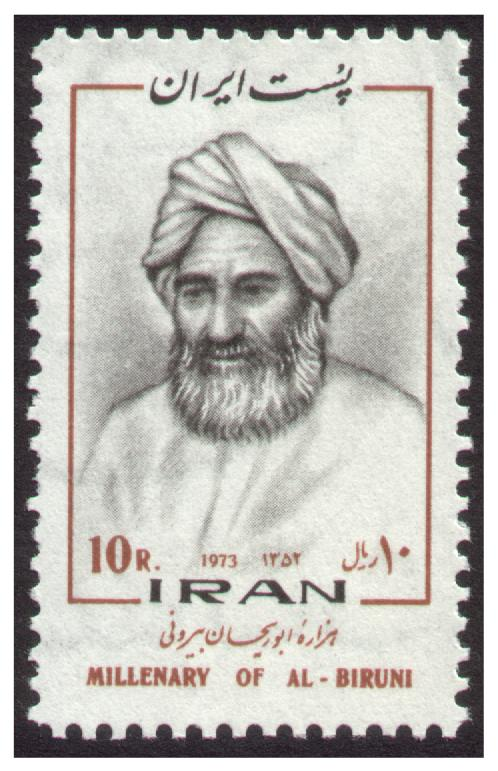
تصویر ۵: ابوریحان بیرونی

- ۹۹۹ تکمیل نخستین پیش‌نویس شاهنامه فردوسی.
- ۱۰۰۱ آغاز حملات محمود غزنوی به هندوستان، فتح منطقه پنجاب و تخریب معبد سومنات.
- ۱۰۰۷ استقرار دودمان آل کاکویه در همدان و اصفهان.
- ۱۰۱۹ یا ۱۰۲۵ درگذشت فردوسی سراینده شاهنامه رزم‌نامه ملی ایران.
- ۱۰۳۰ درگذشت محمود غزنوی و جانشینی پسرش محمد غزنوی.
- ۱۰۳۰ ستیز مسعود غزنوی (پسر ارشد محمود غزنوی) با محمد غزنوی. تسخیر غزنه با کمک هواخواهان و زندانی کردن محمد.
- ۱۰۳۶ درگذشت بونصر منصور ریاضی‌دان ایرانی و استاد ابوریحان بیرونی. قانون سینوس‌ها توسط بونصر منصور کشف گردید.
- ۱۰۳۷ به قدرت رسیدن طایفه غزتبار سلجوقیان توسط طغرل بیک (تصویر ۴: آرامگاه).
- ۱۰۳۷ درگذشت ابن سینا پزشک، دانشمند و فیلسوف ایرانی و صاحب آثار شفا، نجات و الاشارات و التنبیهات.

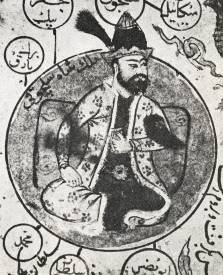
تصویر ۶: ملکشاه سلجوقی

- ۱۰۳۸ درگذشت فرخی سیستانی شاعر ثناگوی دربار غزنوی.
- حدود ۱۰۴۱ درگذشت منوچهری دامغانی شاعر ثناگوی دربار غزنوی.
- ۱۰۴۸ نگارش منظومه ویس و رامین توسط فخرالدین اسعد گرگانی.
- ۱۰۵۰ درگذشت ابوریحان بیرونی (تصویر ۵: چهره بر روی تمبر ایرانی) بحرالعلوم اهل ایران (خوارزم) و صاحب کتاب‌های آثار الباقیه عن القرون الخالیه، قانون مسعودی و تحقیق ماللهند.
- حدود ۱۰۵۰ درگذشت عنصری بلخی شاعر ثناگوی دربار غزنوی.
- ۱۰۵۱ شکست آل کاکویه از طغرل سلجوقی.
- ۱۰۵۵ ورود طغرل بیک به بغداد و برچیده شدن قوانین آل بویه.
- ۱۰۶۳ درگذشت طغرل بیگ و جانشینی آلب ارسلان.
- ۱۰۷۳ تاجگذاری ملکشاه یکم (تصویر ۶) و اوج قدرت سلجوقیان.

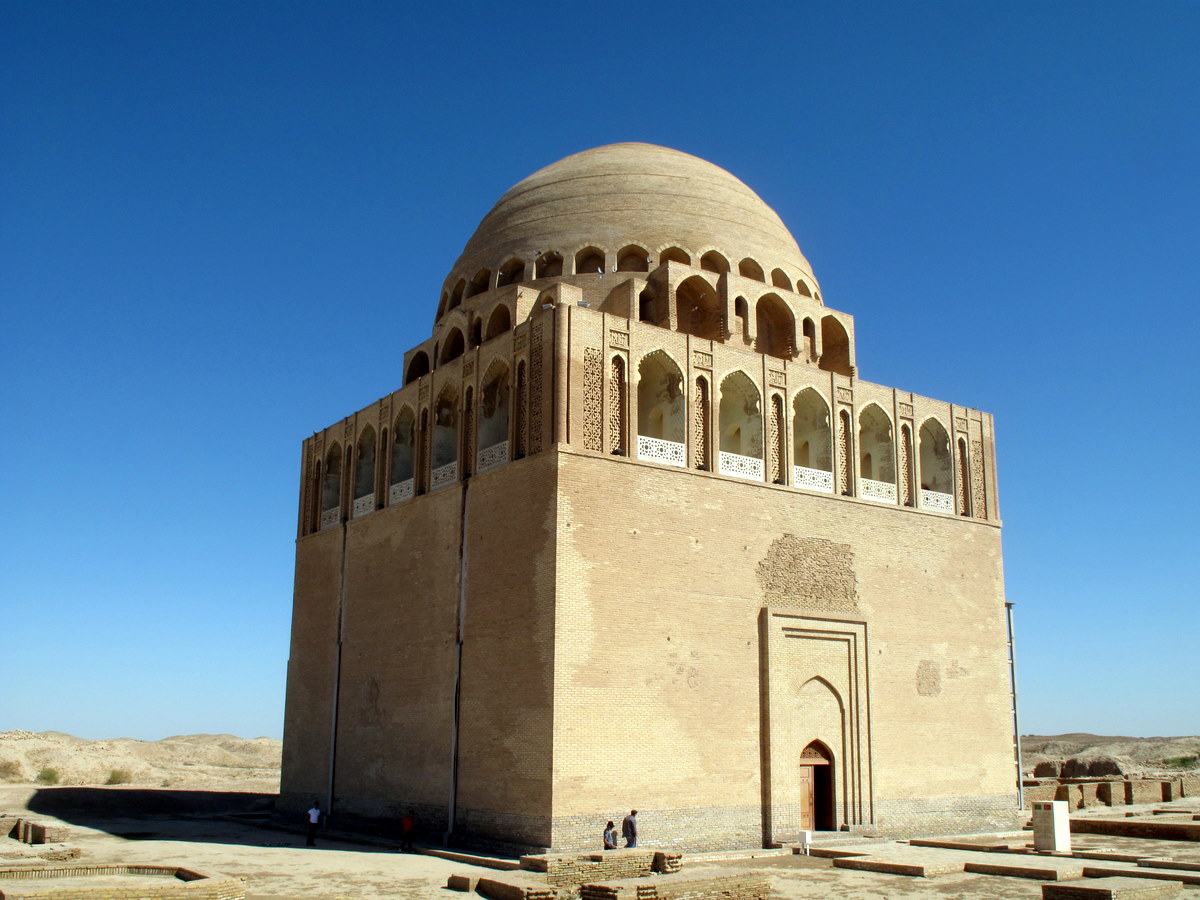
تصویر ۷: آرامگاه سلطان سنجر

- ۱۰۷۷ درگذشت ابوالفضل بیهقی مورخ ایرانی و صاحب اثر تاریخ بیهقی (مسعودی).
- ۱۰۷۸ تا ۱۰۸۷ حسن صباح نماینده خلفای اسماعیلی فاطمی مصر فرقه‌ای ضد-سنی و ضد-سلجوقی را رهبری می‌کند و اشخاصی موسوم به فداییان را آموزش و تعلیم می‌دهد.
- ۱۰۹۲ ترور خواجه نظام الملک طوسی وزیر اعظم آلپ ارسلان و ملکشاه توسط فداییان حسن صباح.
- ۱۰۹۲ درگذشت ملکشاه.
- ۱۱۱۱ درگذشت محمد غزالی الهی‌دان، حقوق‌دان و عارف ایرانی و صاحب اثر احیاء علوم الدین و کیمیای سعادت.
- ۱۱۱۷ آغاز پادشاهی سلطان سنجر (تصویر ۷: آرامگاه) آخرین شاه سلجوقیان که به شعر و شاعران علاقه زیاد داشت.
- ۱۱۳۱ درگذشت سنایی شاعر ایرانی.
- ۱۱۳۲ درگذشت عمر خیام ستاره‌شناس، ریاضی‌دان و شاعر ایرانی و خالق اثر رباعیات خیام.
- حدود ۱۱۳۶ پایه‌گذاری دودمان اتابکان آذربایجان.
- حدود ۱۱۴۸ دودمان غوریان غزنه را تسخیر کرده و سلسله غوریان را پایه‌گذاری می‌کنند.
- ۱۱۵۳ شکست و زندانی شدن سلطان سنجر توسط قبایل ترکان غز. در این سال غزها به خراسان حمله کرده و آنجا را غارت نمودند.

- ۱۱۵۷ درگذشت سلطان سنجر.

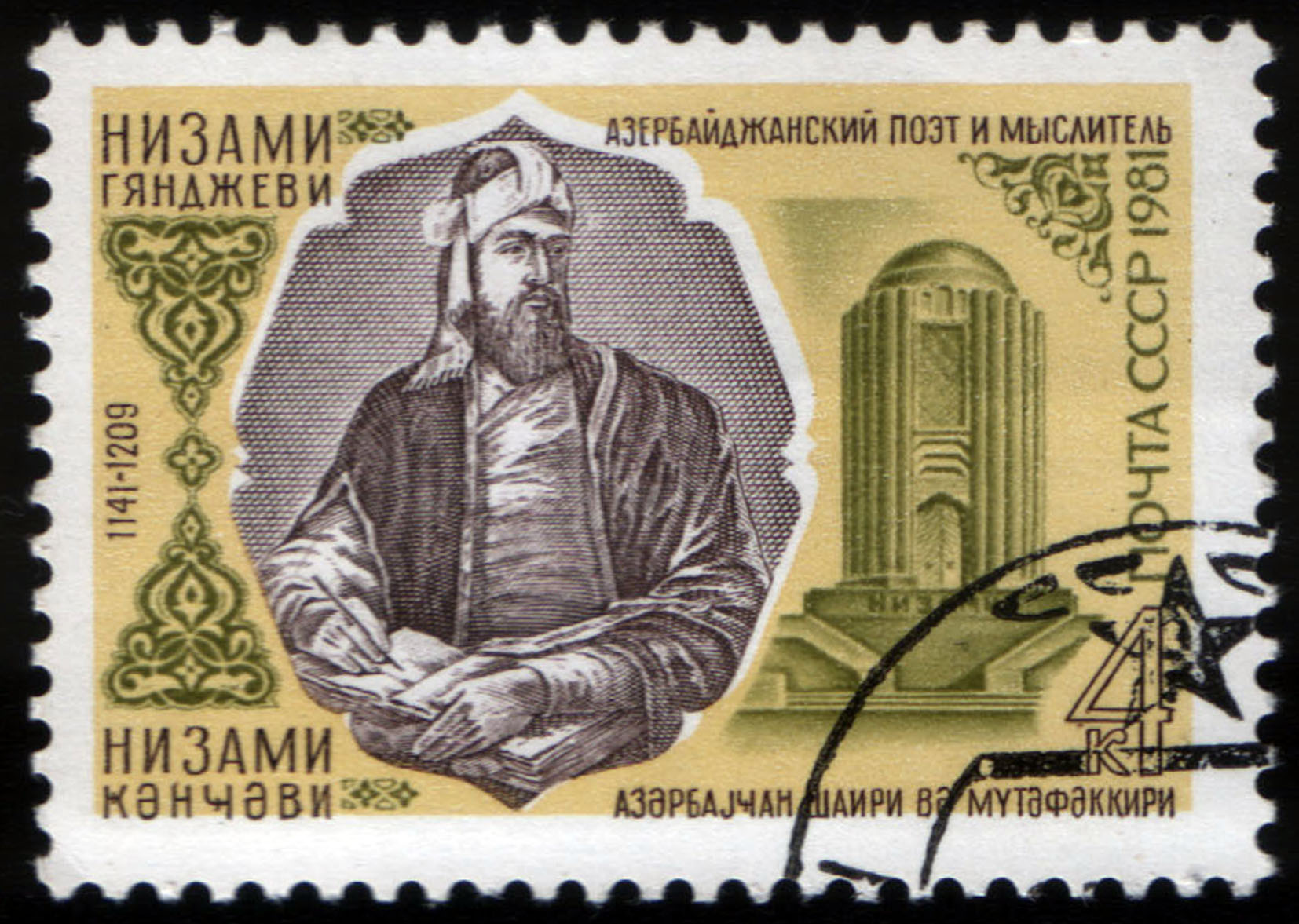
تصویر ۸: تمبر با نقش آرامگاه و چهره نظامی گنجوی

- ۱۱۵۷ پایان زمامداری سلجوقیان بر شرق ایران و افزایش قدرت خوارزمشاهیان.
- ۱۱۷۷ درگذشت رشیدالدین وطواط شاعر و طنزنگار ایرانی و خالق حدائق السحر فی دقائق الشعر.
- ۱۱۹۵ مرگ خاقانی شاعر ایرانی.
- ۱۱۹۹ تاجگذاری علاءالدین محمد خوارزمشاه.
- ۱۲۰۹ درگذشت نظامی گنجوی (تصویر ۸: آرامگاه و چهره بر روی تمبر متعلق به ۱۹۸۱ میلادی شوروی) شاعر برجسته ایرانی و خالق مثنوی خمسه یا پنج گنج که شامل لیلی و مجنون، خسرو و شیرین، مخزن الاسرار، اسکندرنامه و هفت پیکر می‌باشد.
- ۱۲۲۰ نخستین حمله مغول‌ها به ایران. باژگونی خوارزمشاهیان توسط چنگیزخان.